# 小行星6817
小行星6817（英語：6817 Pest）是一颗围绕太阳公转的小行星。1982年1月20日，安東寧·姆爾科斯在克列特发现了此天体。
这颗小行星的绝对星等为205.73419等。